# المنتدى الإقليمي حول البيئة والصحة في بلدان جنوب شرق وشرق آسيا
المنتدى الإقليمي المعني بالبيئة والصحة في بلدان جنوب شرق وشرق آسيا هو إطار عالمي للعمل المنصوص عليه في جدول أعمال القرن 21 لمؤتمر الأمم المتحدة المعني بالبيئة والتنمية لعام 1992؛ خطة جوهانسبرغ لتنفيذ مؤتمر القمة العالمي للتنمية المستدامة لعام 2002؛ الأهداف الإنمائية للألفية للأمم المتحدة وتوصيات المؤتمر الوزاري الخامس المعني بالبيئة والتنمية في آسيا والمحيط الهادئ (المنعقد في سيول، كوريا الجنوبية في مارس 2005) بشأن تعزيز الاستدامة البيئية للنمو الاقتصادي. عُقد المنتدى الإقليمي الوزاري الثاني في الفترة من 14 إلى 16 يوليو 2010 في مقاطعة جيجو، كوريا الجنوبية. يعقد المنتدى كل ثلاث سنوات. الأول كان في بانكوك في أغسطس 2007.

## الميثاق
- إدراك أن البيئة تؤثر بشكل كبير على الصحة
- اإقرار بأهمية ضمان حماية صحة الإنسان والبيئة
- إدراك أن الأطفال وكبار السن والفقراء هم من بين أكثر الفئات تعرضًا للتدهور البيئي وتعانيهم أكثر
- إدراك أن تحسين الصحة البيئية وضمان النمو الاقتصادي المستدام عنصران أساسيان في الحد من الفقر
- إدراكنا أن الحفاظ على الصحة والرفاه يعتمد على نوعية البيئة والتنمية المستدامة
- التأكيد على أهمية وفعالية التكلفة في إعطاء الأولوية للعمل الوقائي
- إدراكنا للإلحاحية لاتخاذ إجراءات فورية ومنسقة تشمل جميع الوكالات الحكومية ذات الصلة، والمؤسسات من القطاع الخاص والمجتمع المدني والأوساط الأكاديمية ووسائل الإعلام
- إن الحلول تتطلب تدخلات متعددة التخصصات وعبر قطاعات مع خبراء من العلوم الفيزيائية والطبيعية والعلوم الصحية والاجتماعية والتنمية والمالية وغيرها من المجالات
- تحقيق الخصائص المحددة والتنوع الثقافي واحتياجات المنطقة (تنميتها الاقتصادية غير المسبوقة، والتوسع الحضري السريع والنمو السكاني والفقر الواسع الانتشار)
- اعترافنا بأن دول المنطقة مترابطة جسديا من قبل هيئات مشتركة من الماء والهواء
- الأخذ في اعتبارنا أن العديد من القضايا البيئية والصحية عابرة للحدود بطبيعتها وأن العولمة قد أبرزت الترابط بين الأمم والمجتمعات والأفراد
- وإذ نضع في اعتبارنا الاتفاقات الدولية القائمة بشأن حماية طبقة الأوزون وتغير المناخ وحفظ التنوع البيولوجي وإدارة المواد الكيميائية والنفايات وغيرها من المبادرات ذات الصلة بالبيئة والصحة
- اعتبارنا النهج التحوطي وتسترشد بمبدأ «الملوث يدفع» ومعايير الحكم الرشيد بما في ذلك المشاركة المدنية والمشاركة والكفاءة والإنصاف والشفافية والمساءلة

## الأهداف والغايات
الهدف العام للمبادرة الإقليمية هو التعامل الفعال مع مشاكل الصحة البيئية داخل البلدان وفيما بينها من خلال زيادة قدرة دول جنوب شرق وشرق آسيا على إدارة الصحة البيئية. يهدف إلى تعزيز تعاون الوزارات المسؤولة عن البيئة والصحة داخل البلدان وعبر المنطقة من خلال توفير آلية لتبادل المعرفة والخبرات، وتحسين الأطر السياسية والتنظيمية على المستوى الوطني والإقليمي، وتشجيع تنفيذ البيئة المتكاملة استراتيجيات وأنظمة الصحة.

## التنمية المستدامة
تشمل التنمية المستدامة رعاية البيئة وتعزيز النمو الاقتصادي والعدالة الاجتماعية للحد من الفقر وتعزيز صحة الناس ورفاههم وتشجيع الشراكات والتعاون بين أصحاب المصلحة والبلدان في المنطقة. بدون حماية البيئة والصحة، تقوض التنمية. وبدون النمو الاقتصادي (ضروري للحد من الفقر وتحسين نوعية الحياة)، ستفشل حماية البيئة وتعزيز الصحة أيضًا. تتمثل رؤية المنتدى الإقليمي في حماية وتعزيز الصحة والبيئة، وتعزيز التنمية التي تقلل من الفقر.حيث يجب فهم ومعالجة التفاعل بين الصحة والبيئة ودورها في الحد من الفقر. يمكن تحقيق ذلك من خلال نهج وطني يدمج جهود أصحاب المصلحة في الحفاظ على البيئة مع حماية صحة الإنسان ورفاهه. يعتقد المنتدى الإقليمي أيضًا أن الجهود الوطنية للحفاظ على البيئة وحماية الصحة قد تتأثر بالأنشطة الإنمائية والظروف البيئية والصحية في البلدان المجاورة. وبالتالي، هناك حاجة إلى مزيد من الشراكة والتعاون الإقليمي لمعالجة المصالح والتهديدات المشتركة للمنطقة.

## الخطط المستقبلية
- ينبغي للبلدان الأعضاء في المنتدى الإقليمي المعني بالبيئة والصحة في بلدان جنوب شرق وشرق آسيا:
- اتخاذ أفضل الإجراءات الممكنة لمعالجة (وعكس) اتجاه التدهور البيئي وتأثيره السلبي على الصحة لضمان تنفيذ الاتفاقات العالمية والإقليمية (مثل الأهداف الإنمائية للألفية)
- إنشاء و/ أو تعزيز الأفرقة العاملة الفنية المشتركة بين الوكالات والمتعددة القطاعات وآليات وعمليات التنسيق الوطنية، وربطها ببلدان أخرى في المنطقة لتسهيل بناء القدرات وتبادل المعلومات والتكنولوجيا والموارد والتعلم.
- إعداد وتحديث بانتظام NEHAP (أو خطط مكافئة) والتأكد من تنفيذها بحيث تتم معالجة قضايا الصحة البيئية ذات الأولوية في كل بلد على نحو فعال
- بناء قدرات أصحاب المصلحة حتى يمكن حشدهم لدعم تنفيذ برنامج المساعدة الوطنية للصحة النباتية
- تعزيز التعاون فيما بينها ومع الهيئات الحكومية الدولية الإقليمية والعالمية الأخرى بشأن قضايا الصحة البيئية العابرة للحدود والإقليمية والعالمية (بما في ذلك حضور المنتدى الإقليمي)
- الدفاع عن الميزانيات والموارد الكافية لقطاع البيئة والصحة في بلدانهم
- التأكد من نشر الميثاق على نطاق واسع داخل كل بلد وعبر المنطقة بلغات المنطقة

يتم تشجيع المنظمات الشريكة الدولية على:
- دعم هذه المبادرة الإقليمية من خلال توفير المساعدة التقنية والمالية اللازمة وتبادل المعلومات والخبرات
- دعم تطوير وتنفيذ الخطط الوطنية لمكافحة الفقر والخطط المماثلة
- تكثيف التنسيق والتعاون فيما بينها لتحسين استخدام الموارد
- ضمان التنسيق السليم مع العمليات الحكومية الدولية القائمة

يجب أن تعمل الدول والمنظمات الشريكة لأوسع تأييد ممكن للميثاق، لضمان تحقيق أهدافه. يجتمع الوزراء المسؤولون عن البيئة والصحة في دول جنوب شرق وشرق آسيا كل ثلاث سنوات لتقييم التقدم الوطني والإقليمي والاتفاق على إجراءات محددة للحد من التهديدات البيئية الخطيرة على الصحة.